# Predrag Marković (homme politique)
Pour les articles homonymes, voir Predrag Marković et Marković.
Predrag Marković (en serbe cyrillique : Предраг Марковић), né le 7 décembre 1955 à Čepure, est un écrivain, un journaliste et un homme d'État serbe. Membre du parti G17 Plus, il est président de l'Assemblée nationale serbe, président de la République par intérim et ministre ; en 2012, il redevient député.

## Biographie
Predrag Marković naît 7 décembre 1955 à Čepure, près de Paraćin. Il effectue ses études élémentaires et secondaires à Paraćin puis suit les cours de journalisme de la faculté de sciences politiques de l'université de Belgrade, sans en sortir diplômé. Il affirme plus tard qu'il a « étudié l'histoire et la culture à Madrid et à Barcelone ».
Il édite des journaux (Student, Književna reč et Vreme) et des magazines (Vidici, Književnost) et il crée la maison d'édition Stubovi kulture, dont il est aussi le propriétaire. Parmi ses œuvres les plus connues figurent Li-mun, isceđen (Ci-tron pressé, 1981), Morali bi doći nasmejani lavovi (1983) et Otmenost duše (Le Raffinement de l'âme, 1989).
Au début de 1999, Predrag Marković est l'un des fondateurs du groupe d'expert G17 Plus (G17+) qui, en 2002, se transforme en parti politique. De 2002 à 2006, il en est un des vice-présidents.

Predrag Marković avec le ministre des Affaires étrangères estonien Urmas Paet

Aux élections législatives du 28 décembre 2003, il figure sur la liste du G17+, qui remporte 11,46 % des suffrages et obtient 34 sièges sur 250 à l'Assemblée nationale serbe. Il devient député. Depuis la fin de 2002, la Serbie traverse une crise politique, étant dans l'incapacité d'élire un président de la République faute d'une participation suffisante,,. Le 4 mars 2004, après que le président de l'Assemblée, Dragan Maršićanin, est devenu ministre, Predrag Marković est élu pour le remplacer ; ipso facto, il devient président de la République par intérim, fonction qu'il occupe jusqu'au 11 juillet 2004, date d'entrée en fonction du nouveau président élu, Boris Tadić. Marković redevient alors président de l'Assemblée jusqu'à la fin de la mandature. Début 2007, il est élu président d'honneur du G17+[réf. nécessaire].
Aux élections législatives anticipées du 11 mai 2008, Marković figure sur la liste de la coalition Pour une Serbie européenne, soutenue par le président Boris Tadić qui vient d'être réélu ; la coalition obtient 38,40 % des suffrages et envoie 102 représentants à l'Assemblée nationale ; Marković n'obtient pas de nouveau mandat. En revanche, le 14 mars 2011, il devient ministre de la Culture, des Médias et de la Société de l'information dans le second gouvernement de Mirko Cvetković. À cette occasion, la presse souligne régulièrement qu'il n'a pas de diplôme universitaire,.
Aux élections législatives du 6 mai 2012, Predrag Marković participe à la coalition Régions unies de Serbie, emmenée par le parti G17+ ; la liste obtient 6,99 % des suffrages et 21 députés. Il obtient un nouveau mandat de député.
À l'Assemblée, il participe aux travaux de la Commission des questions constitutionnelles et administratives et, en tant que suppléant, à ceux de la Commission de la culture et de l'information. Il est également président de la délégation serbe à l'Assemblée parlementaire de l'Organisation de coopération économique de la mer Noire (PABSEC) et membre de la délégation à l'Assemblée de l'Union interparlementaire.